# Erwin Emil Alfred Janchen-Michel von Westland
Emil Erwin Alfred (Ritter v.) Janchen-Michel (1882, Vöcklabruck- 1970, Viena) fue un botánico, algólogo y pteridólogo austríaco.

## Vida y obra
En 1923 recibió su doctorado en la Universität Wien. Y siguió trabajando en el Instituto de Botánica de la Universidad. Efectuó varios viajes de investigaciones botánicas.
Describió por primera vez a la forma silvestre de Brassica rapa subsp. silvestris, en coautoría con G. Wendelberger.

## Algunas publicaciones
- Flora von Wien (Flora de Viena)
- Flora des Burgenlandes (Flora de la región de Burgenland)
- Kleine Flora von Wien und Burgenland (Pequeña Flora de Viena y de Burgenland). 1953, con Gustav Wendelberger
- Flora von Wien, Niederösterreich und Nordburgenland (Flora de Viena, Baja Austria, y norte de Burgenland). Viena 1966–1975
- Janchen E. (1942) Das System der Cruciferen. Oesterr. Bot. Zeit. 91: 1–18.
- La abreviatura «Janch.» se emplea para indicar a Erwin Emil Alfred Janchen-Michel von Westland como autoridad en la descripción y clasificación científica de los vegetales.[1]